# Броса (Торино)
Броса је насеље у Италији у округу Торино, региону Пијемонт.
Према процени из 2011. у насељу је живело 104 становника. Насеље се налази на надморској висини од 484 м.